# Anomoeosis
Anomoeosis is een geslacht van vlinders van de familie Carposinidae, uit de onderfamilie Millieriinae.

## Soorten
- A. barbara Diakonoff, 1954
- A. carphopasta Diakonoff, 1954
- A. conites Diakonoff, 1954
- A. phanerostigma Diakonoff, 1954